# 黃博士

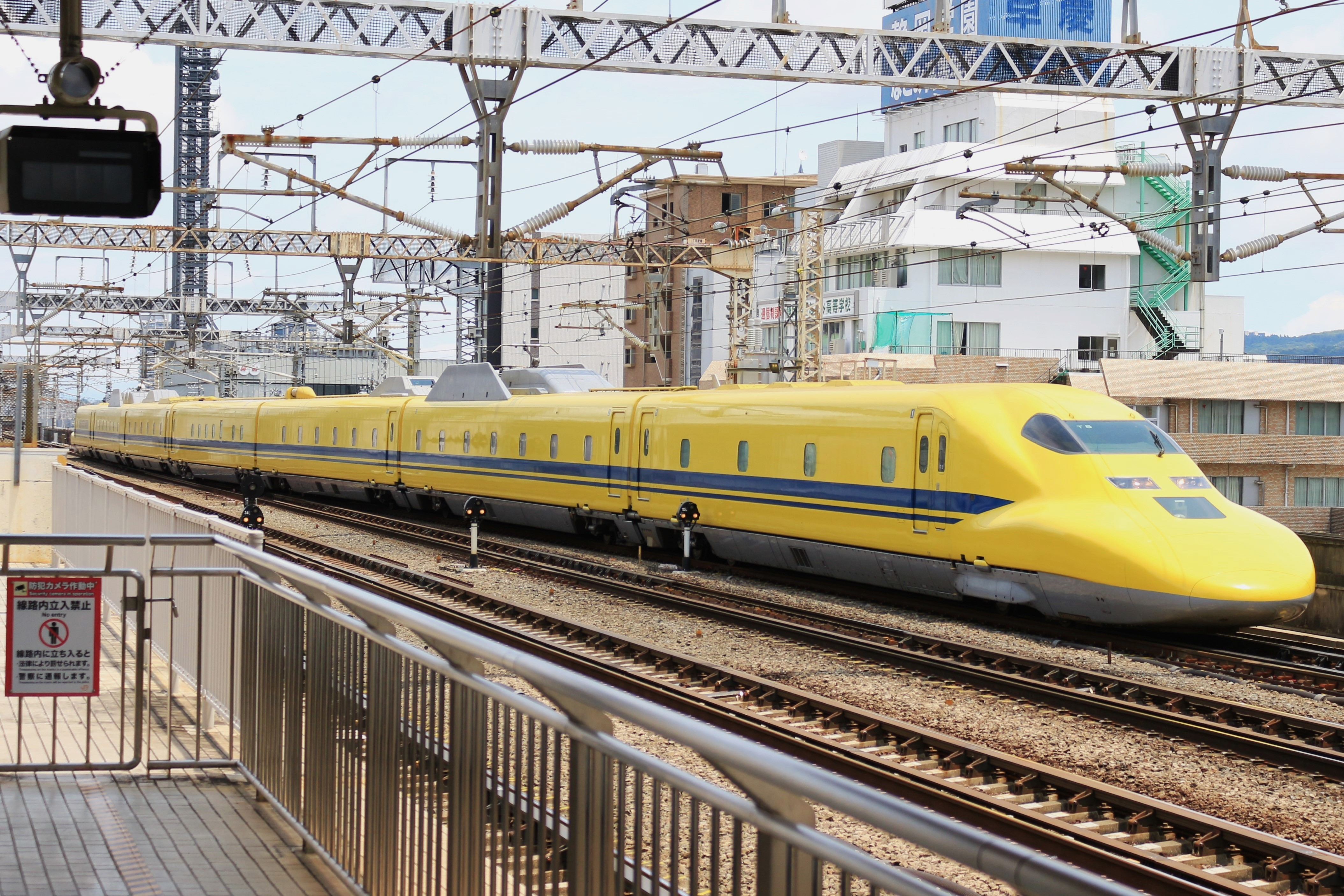
黃博士923型T5編組（2025年6月）

黃博士（日语： Dokutā Ierō），或稱黃醫生，是日本東海旅客鐵道及西日本旅客鐵道使用的新幹線電氣、軌道綜合檢測列車的暱稱。列車上裝有專門的設備來監控軌道和高架電車線的狀況，包括專門的儀表轉向架以及觀測用圓頂。名稱中的「博士」意指其測試和診斷功能，而「黃」則來自它們都被塗上的亮黃色。東海與西日本使用之列車的條紋為藍色，而東日本的則是綠色條紋。

## 使用車輛

### 日本國有鐵道使用車輛
- 921型（無動力車輛）
  - 921-1：1962年新製，1980年退役。
  - 921-2：1964年由MaRoNeFu 29-11寢台車改裝而成，1976年退役。
- 922型（以新幹線0系電聯車為基底車輛）
  - 922-0（T1編組）：1964年由測試車1000系B編組改裝而成，1976年退役。

### 東海旅客鐵道與西日本旅客鐵道使用車輛
- 922型（以新幹線0系電聯車為基底車輛）
  - 922-10（T2編組）：1974年新製，2001年退役。
  - 922-20（T3編組）：1979年新製，2005年退役。
- 923型（以新幹線700系電聯車為基底車輛）
  - 923（T4編組）：2002年新製，2025年1月29日退役。
  - 923-3000（T5編組）：2005年新製，預計2027年退役。

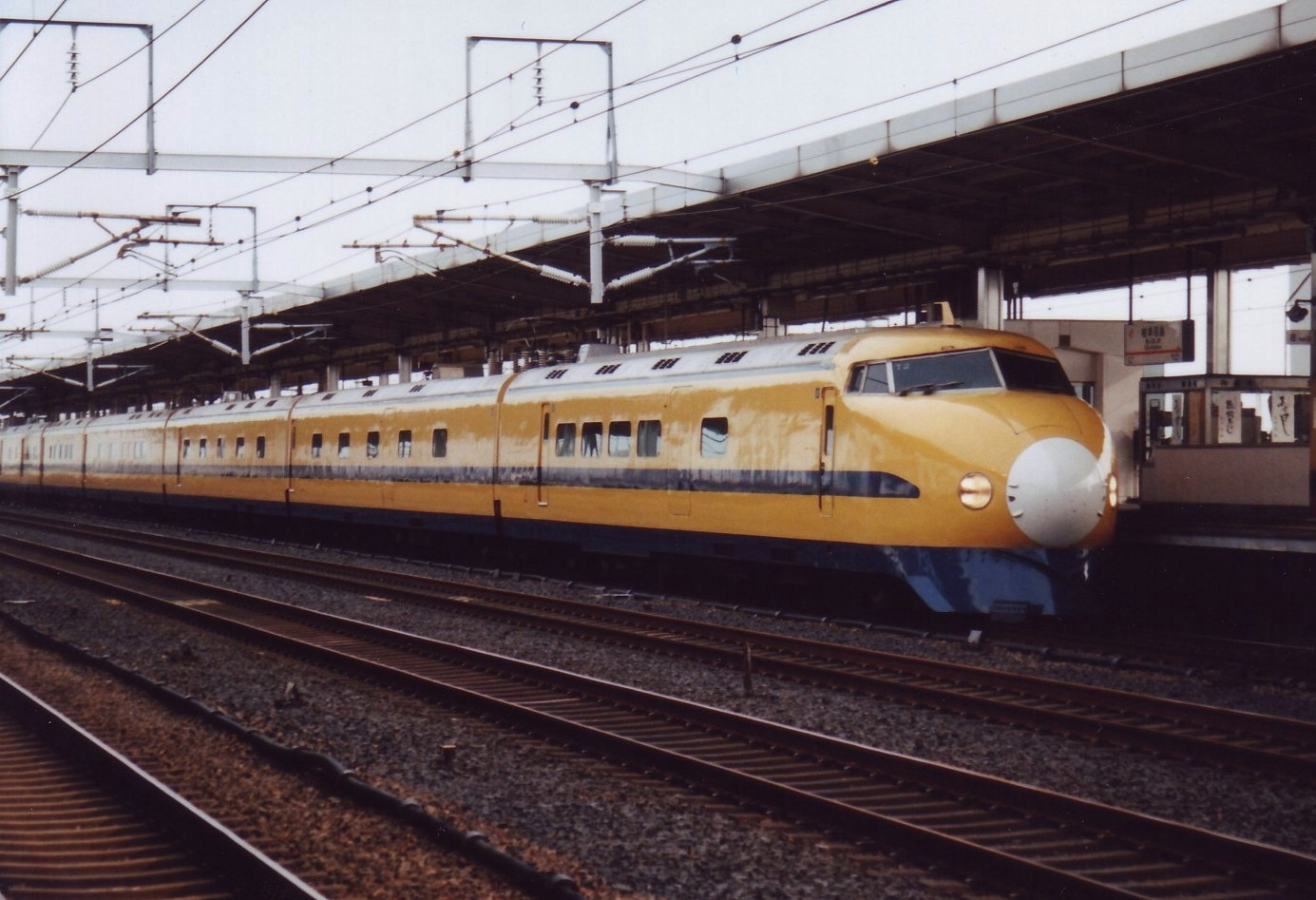
922型T2編組，攝於1998年10月
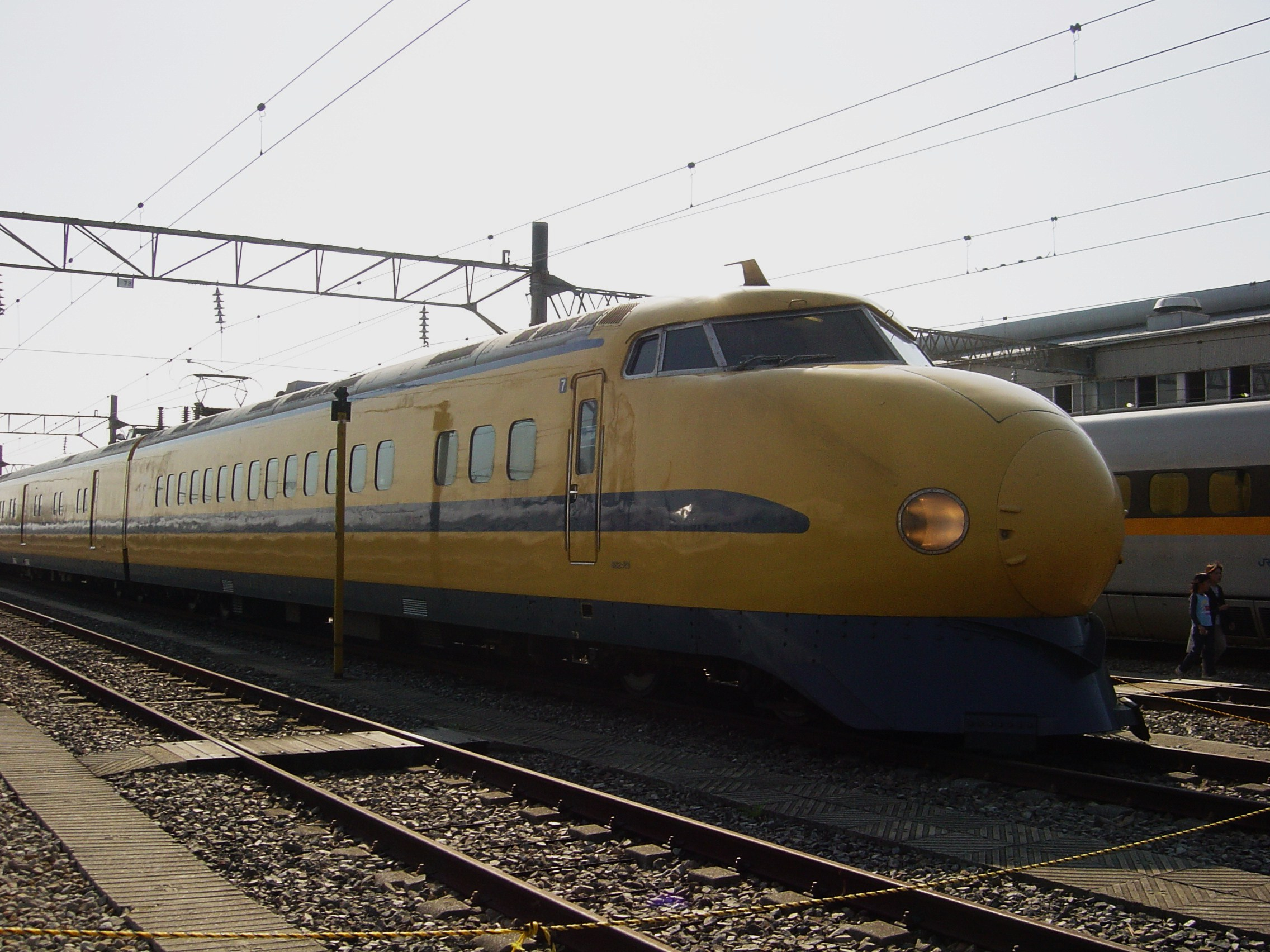
922型T3編組，攝於2004年10月
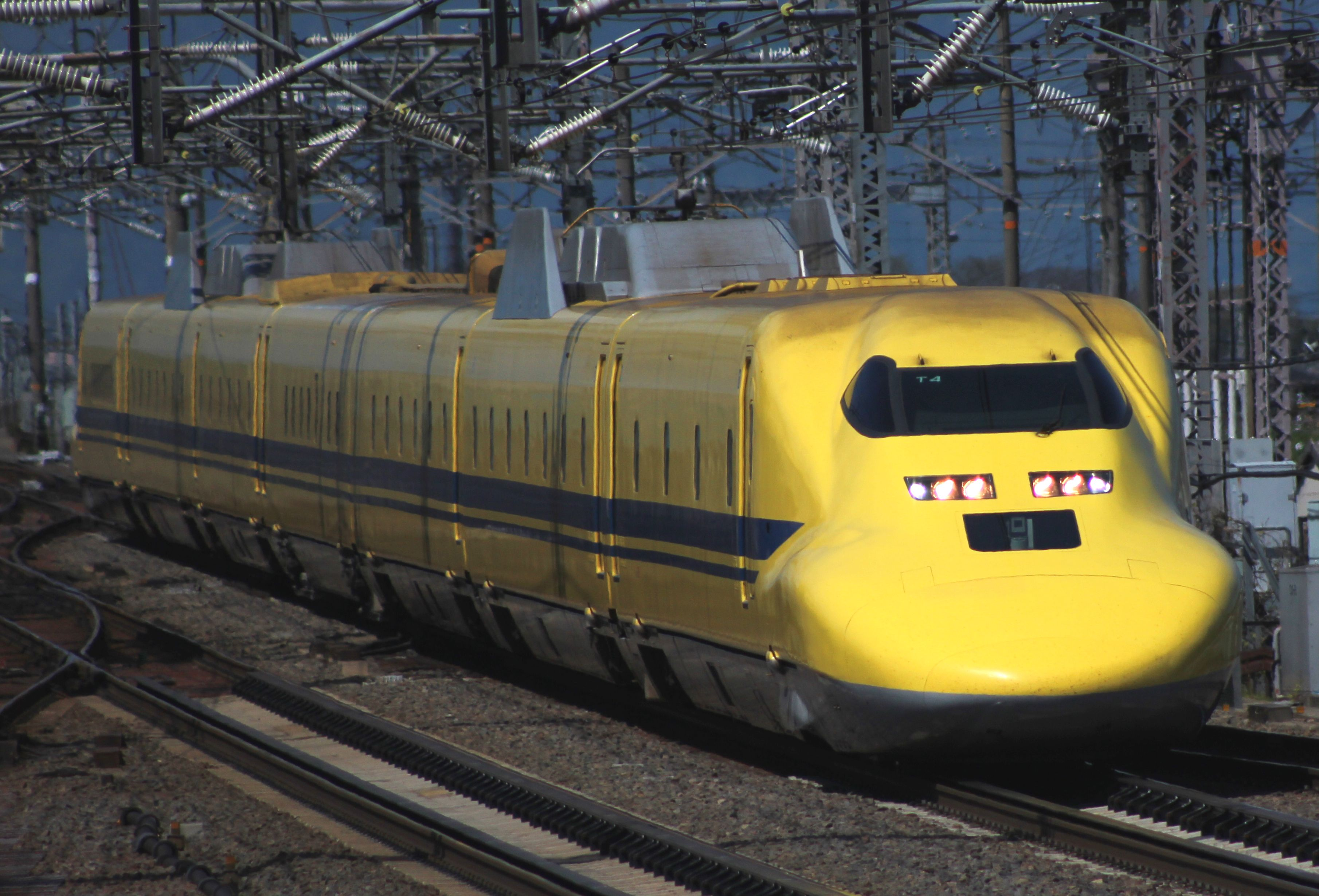
923型T4編組，攝於2013年4月
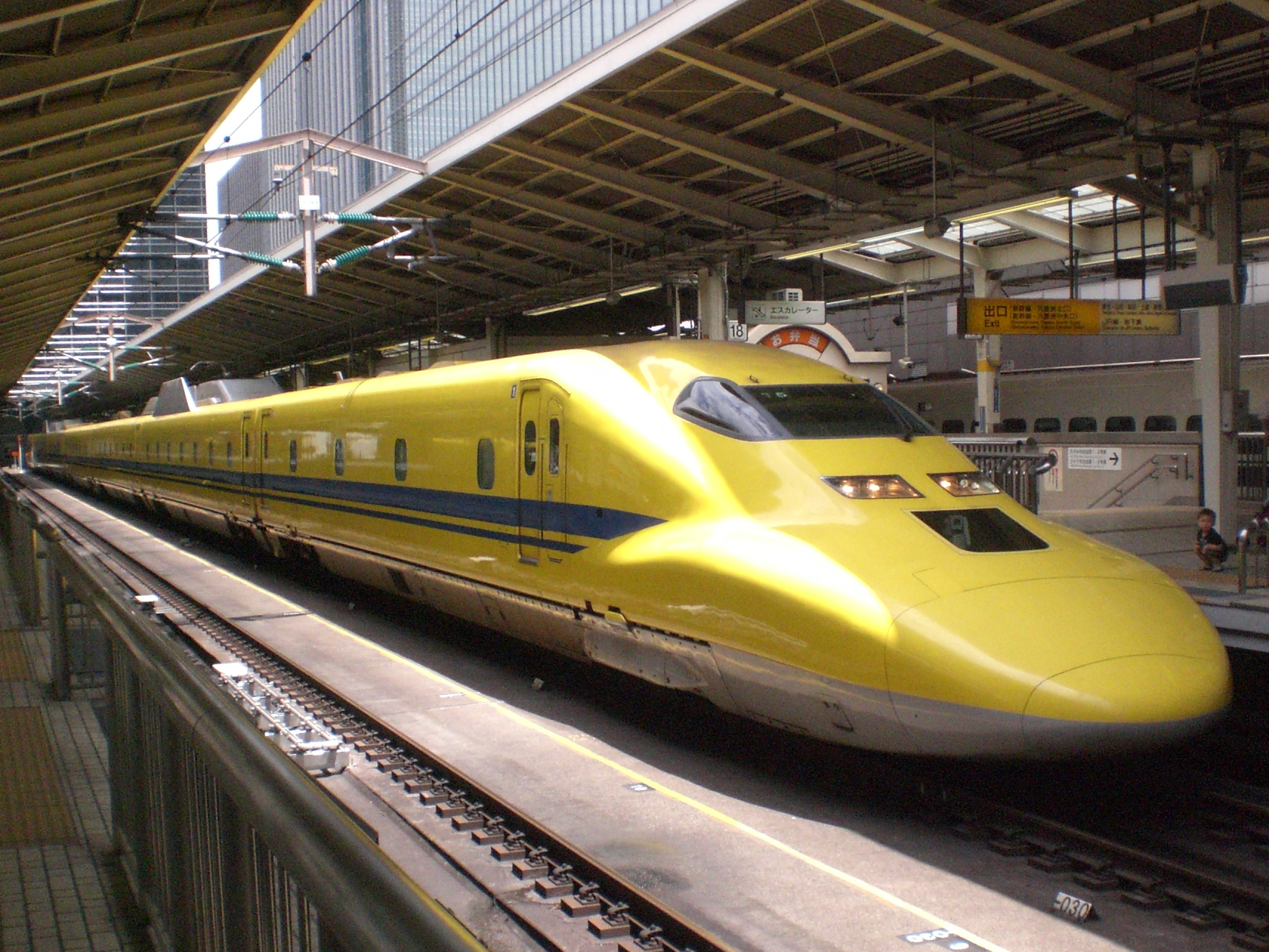
923型T5編組，攝於2008年7月

### 東日本旅客鐵道使用車輛
- 925型（以新幹線200系電聯車為基底車輛）
  - 925/0（S1編組）：1979年新製，2001年退役。
  - 925/10（S2編組）：1982年由測試車962系改裝而成，2002年退役。

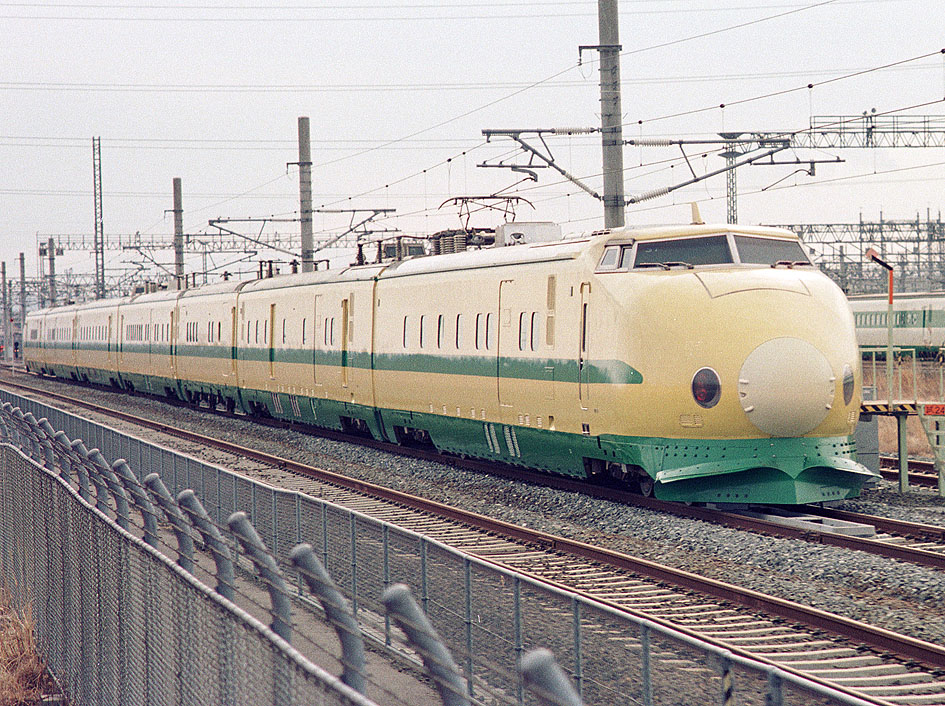
925型S1編組，攝於1987年
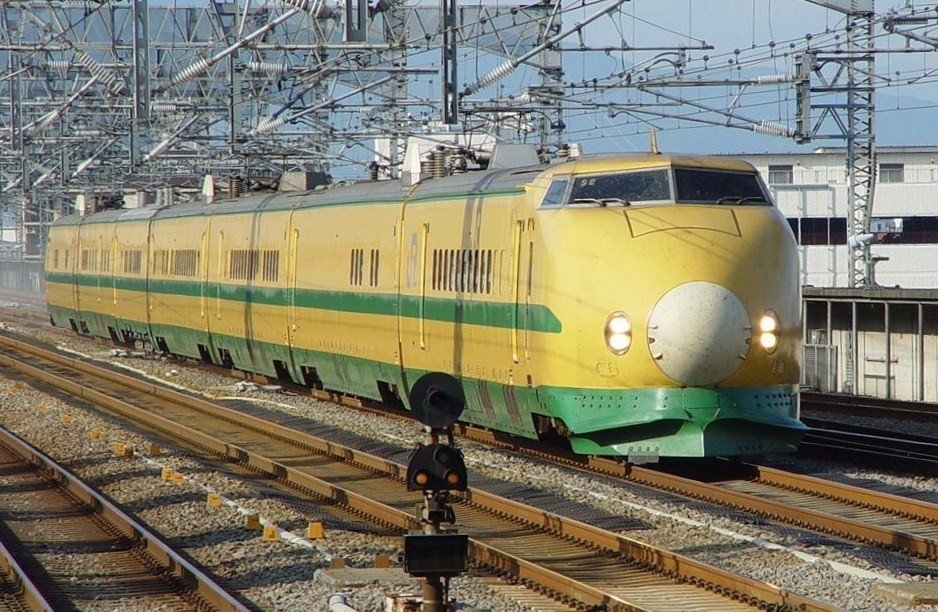
925-10型S2編組，攝於2002年9月

925型退役後，東日本旅客鐵道以新幹線E3系電聯車為基底製成新幹線926型高速綜合檢測列車（East i）作為其後繼車款，不再使用黃色塗裝，故目前東日本旅客鐵道已無黃博士車款之運行。

## 保存車輛

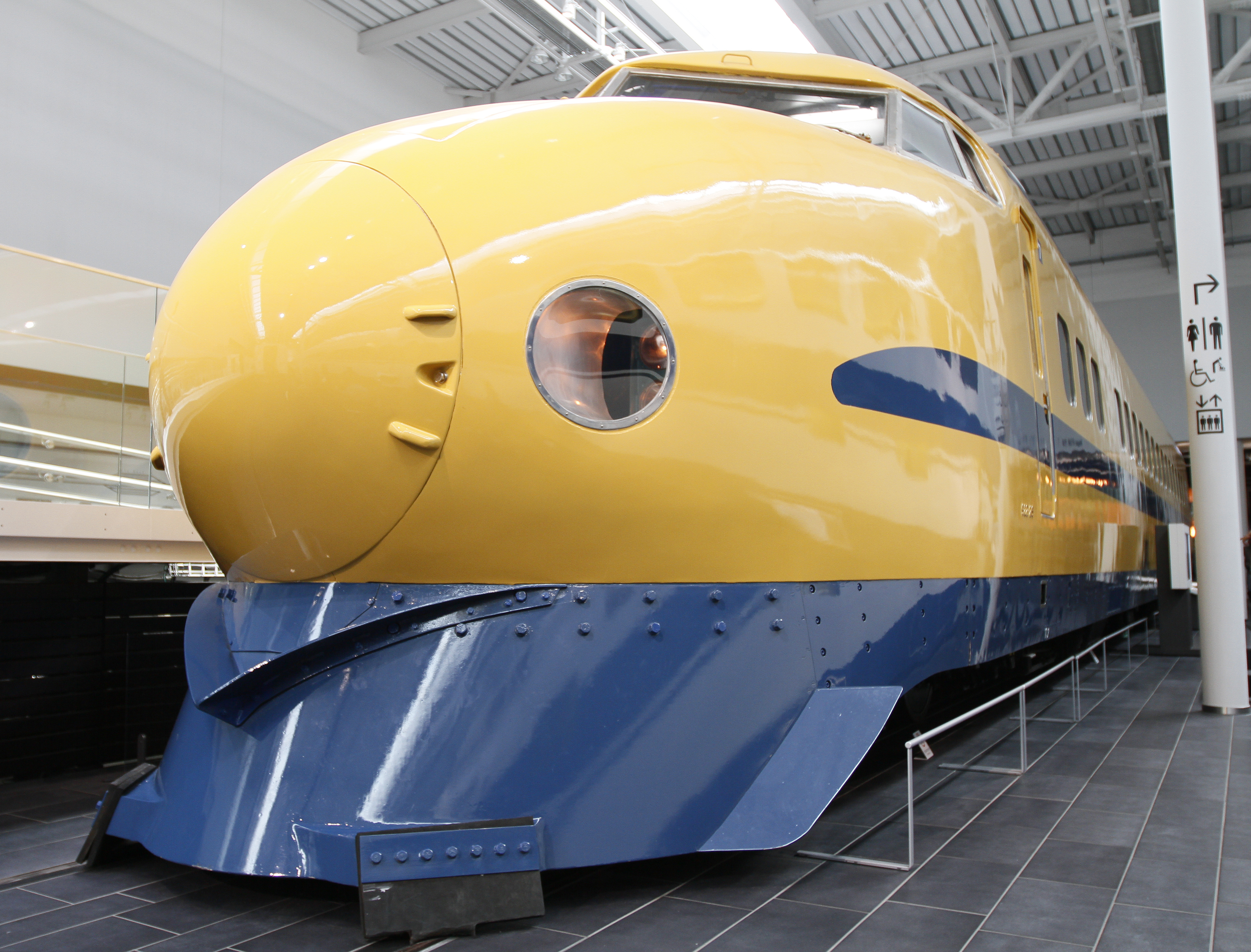
磁浮、鐵道館內的922-26號車，攝於2011年3月

T3編組的922-26號車於廢車後保存於博多綜合車輛所，2011年起移至磁浮、鐵道館內展示。